# Коста Димитров (търговец)
Чорбаджи Коста Димитров (1818 – 3 октомври 1893) е търговец и общественик от XIX век, живял в град Провадия в Османската империя и в Княжество България. Според документ от семейния му архив, Коста Димитров изиграва основна роля за създаването на първото училище в Провадия.
Според историческите извори Коста Димитров е единственият заможен търговец от български произход в Провадия и като такъв вероятно е имал извънредни застъпнически права пред османския каймакамин и местното съдилище (идаре меджлис), в което е член. Според горепосоченият документ той е репресиран участник в борбите за независимост на българската църква като в крайна сметка съдейства да се предаде черквата на българите и в нея да се настанят български свещеници и учители. Заедно със свои сподвижници и други граждани на Провадия през 1874 г. Чорбаджи Коста Димитров строи голямо училищно здание в днещния квартал „Вароша“.
След смъртта му на 3 октомври 1893 г. провадийското кметство рещава са се погребе тялото на Коста Димитров като труженик в черковния двор на църквата „Свети Никола“, съборена е през 1955 г.